# Stanhopea insignis
Stanhopea insignis é uma espécie de planta do gênero Stanhopea e da família Orchidaceae.

## Taxonomia
A espécie foi descrita em 1829 por William Jackson Hooker.
Os seguintes sinônimos já foram catalogados:  
- Stanhopea atropurpurea  Lodd. ex Planch.
- Stanhopea flava  Lodd. ex Beer
- Stanhopea odoratissima  Planch.
- Ceratochilus insignis  (Frost) Lindl. ex G.Don

## Forma de vida
É uma espécie epífita e herbácea.

## Descrição
| Flor                                     | Flor                                                |
| ---------------------------------------- | --------------------------------------------------- |
| sépala e pétala com cor                  | branca a bege com poucas mácula                     |
| labelo com cor                           | branco a bege com par de mácula grande no hipochilo |
| hipochilo com com par de projeção córnea | ausente                                             |
| hipochilo com comprimento                | subigual ao epichilo                                |
| hipochilo com formato                    | semi globoso e profundamente côncavo                |
| epichilo com córneo                      | presente                                            |

## Conservação
A espécie faz parte da Lista Vermelha das espécies ameaçadas do estado do Espírito Santo, no sudeste do Brasil. A lista foi publicada em 13 de junho de 2005 por intermédio do decreto estadual nº 1.499-R.

## Distribuição
A espécie é encontrada nos estados brasileiros de Espírito Santo, Paraná, Rio de Janeiro, Rio Grande do Sul, Santa Catarina e São Paulo.
Em termos ecológicos, é encontrada no domínio fitogeográfico de Mata Atlântica, em regiões com vegetação de floresta ombrófila pluvial.